# 행크 헨리
행크 헨리(Hank Henry, 1906년 7월 9일 ~ 1981년 3월 31일)는 미국의 배우, 텔레비전 배우이다. 뉴욕에서 태어났다.
수십 년 동안 라스베이거스 스트립에서 무대 작업을 한 것으로 유명한 미국 코미디언이었다. 그는 또한 영화 및 TV 배우였다. 헨리는 미국 풍자극에서 시작했으며 앨런 알다의 아버지 인 이성애자 로버트 알다의 만화였다.

## 생애
헨리는 뉴욕시에서 헨리 로젠탈(Henry Rosenthal)이라는 이름으로 태어났다. 애나와 프랭클린 로젠탈(Franklin Rosenthal)의 아들이다. 헨리의 어머니는 영국 출신이고, 그의 아버지는 펜실베니아 네덜란드인의 후손인 독일계 미국인이었다.
행크 헨리는 1937년 에듀케이셔널 픽처스(Educational Pictures)가 뉴욕에서 제작한 코미디 단편 다임 어 댄스(Dime a Dance)로 스크린 데뷔를 했다. 이 영화에는 이모진 코카, 대니 케이, 준 앨리슨 및 배리 설리번도 출연했다. 헨리가 익살스러운 약혼 중에 촬영 한 일회성 과제였다. 헨리는 캘리포니아로 이주하여 1943년에 영화 경력을 다시 시작했다. 그는 디스 이즈 디 아미(This Is the Army), 주니어 프롬(Junior Prom), 조커 이즈 와일드, 팔 조이, 오션스 일레븐 (1960년 영화), 페페 (1960년 영화), 해학적 코미디 낫 투나잇 헨리(Not Tonight Henry), Sergeants 3, 조니 쿨(Johnny Cool), 로빈 훗 (1964년 영화) 및 디 온리 게임 인 타운(The Only Game in Town)과 같은 영화에 출연했다. 헨리는 누난(Noonan)을 연기한 에피소드 "The Case of the Baggy Pants"에서 더 씬 맨(The Thin Man)으로 TV 데뷔를 했다. 헨리는 1970년에 마지막으로 텔레비전에 출연했다.
헨리는 1981년 3월 31일 네바다주 라스베이거스에서 74세의 나이로 사망했다. 그는 암을 앓고 있었다.

## 영화
- 시카고의 7인 (1964년)
- 페페 (1960년)
- 오션스 일레븐 (1960년)
- 조커 이즈 와일드 (1957년)
- 팔 조이 (1957년)
- 디스 이즈 더 아미 (1943년)